# Love Is a Gentle Thing
Love Is a Gentle Thing è un album in studio del cantante statunitense Harry Belafonte, pubblicato nel 1959.

## Tracce
Side 1
1. Fifteen – 2:50
2. I Never Will Marry – 2:44
3. I'm Goin' Away – 3:08
4. Small One – 2:53
5. Bella Rosa – 3:25
6. All My Trials – 4:37

Side 2
1. Green Grow the Lilacs – 3:55
2. Times are Gettin' Hard – 3:36
3. Turn Around – 2:23
4. Go Away from My Window – 3:09
5. Delia's Gone – 4:34
6. Walkin' on the Green Grass – 3:22